# Germanasca
Il Germanasca è un torrente del Piemonte, affluente in destra idrografica del Chisone. Bagna l'omonima vallata alpina ed il suo corso si sviluppa interamente nel territorio della Provincia di Torino.

## Percorso

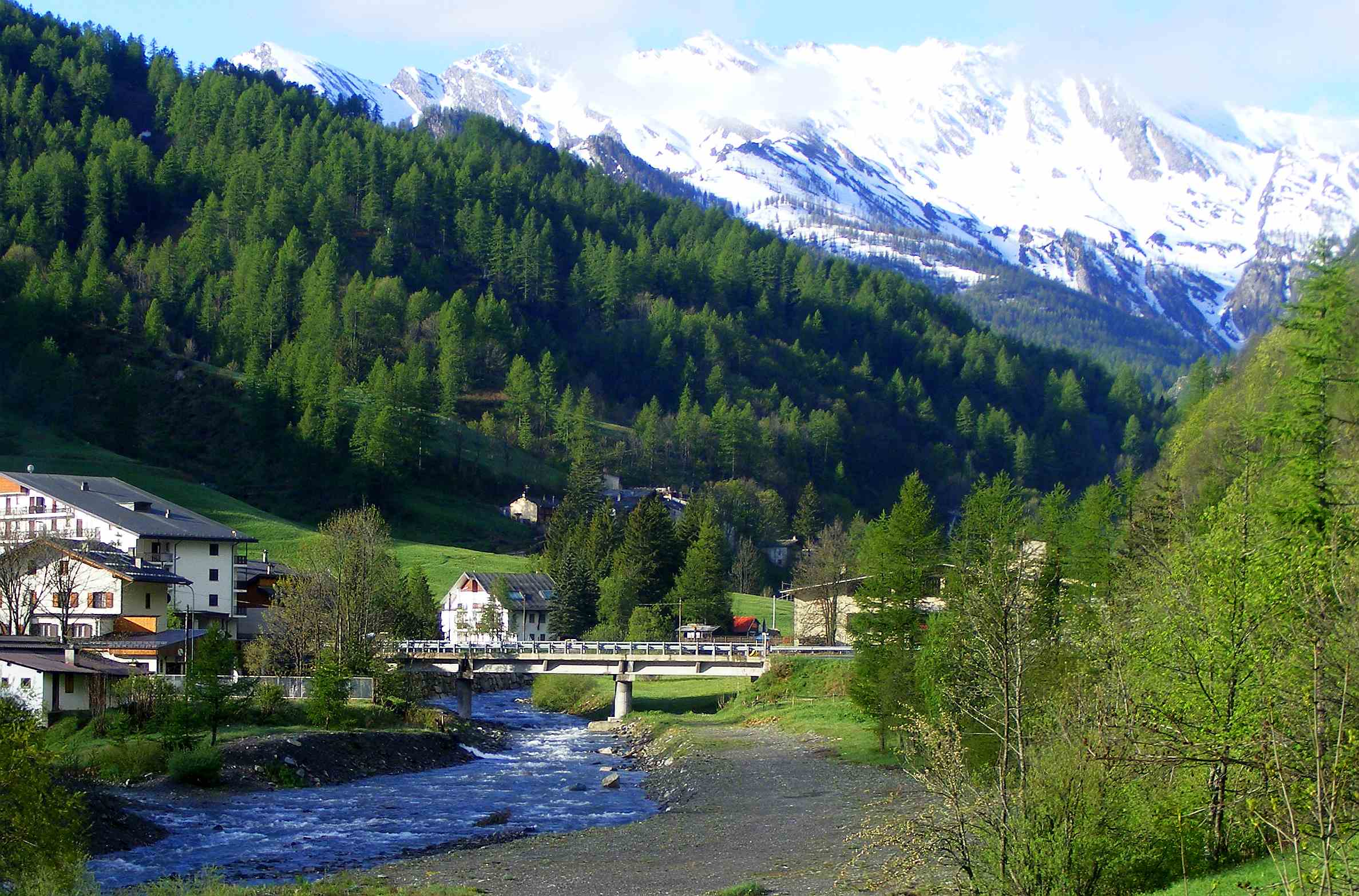
Il Germanasca a Prali

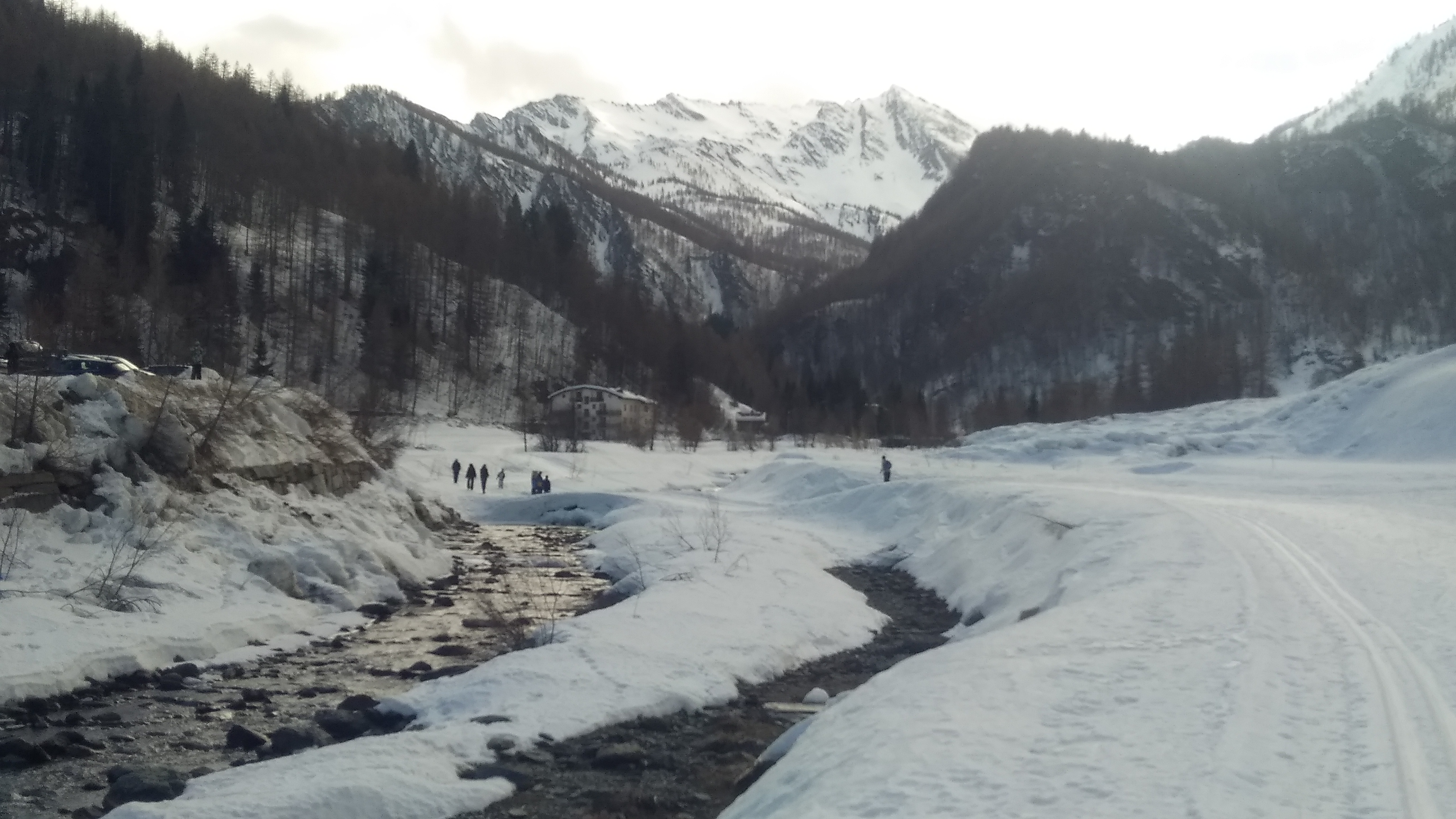
Vista invernale

Nasce in comune di Prali dal Lago Verde, un piccolo specchio d'acqua posto sul versante settentrionale del Bric Bucie. Si dirige inizialmente verso nord e tocca prima Ghigo e poi Villa di Prali.
Dopo aver ricevuto in sinistra idrografica il contributo idrico della valle di Rodoretto il suo corso ruota verso destra fino ad assumere un andamento prevalente da ovest verso est. Ricevuto anche questa volta da sinistra il contributo del suo principale affluente, il Germanasca di Massello, lambisce i centri comunali di Perrero e di Pomaretto e sfocia nel Chisone al confine tra quest'ultimo comune e Perosa Argentina, a quota 597 m.

## Principali affluenti
- In destra idrografica:

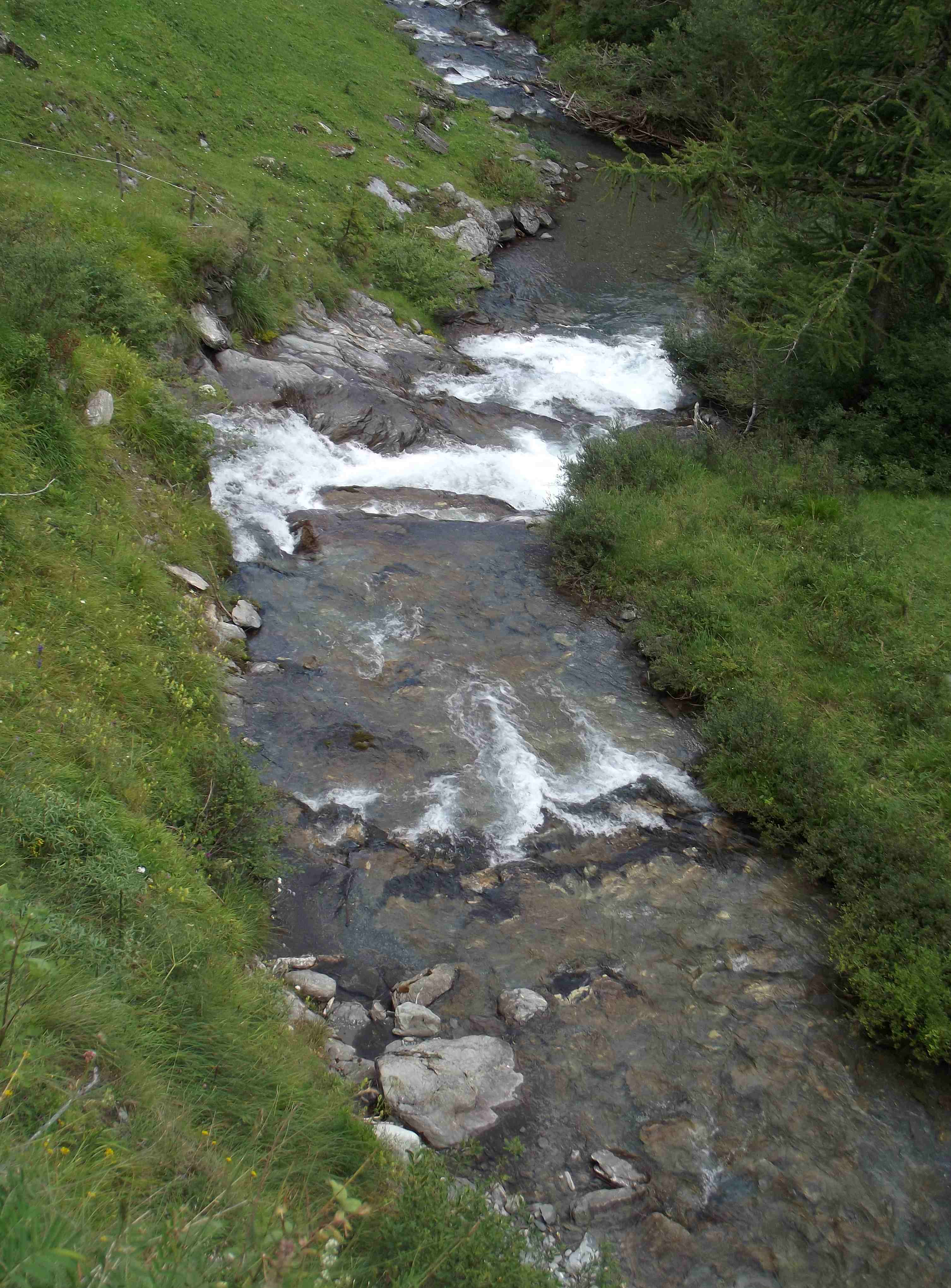
La Germanasca di Rodoretto

  - rio d'Envie: si origina dal Lago d'Envie, che raccoglie le acque del versante nord del Cappello d'Envie (2.618 m) e sfocia nel Germanasca a Ghigo di Prali;
  - rio Cialancia (o rio Faetto): raccoglie le acque che scendono dalle le pendici settentrionali del Grand Truc e dalla Conca Cialancia convogliandole nel Germanasca poco a valle di Perrero.
- In sinistra idrografica:
  - rio della Longia: scende dall'omonimo Passo della Longia (2.822 m) e raggiunge il Germanasca attorno ai 1650 metri di quota presso Bout du Col;
  - torrente Rodoretto (o Germanasca di Rodoretto[3]): nasce dalla confluenza di alcuni rami sorgantizi (Rio Escofe, Rio del Clau, Rio di Comba Scura) e bagna la Valle di Rodoretto sfociando poi nel Germanasca a circa 1250 m di quota;
  - torrente Germanasca di Massello: dopo aver percorso l'omonima valle laterale della Val Germanasca riceve da destra il Germanasca di Salza e confluisce poi nel torrente principale presso il Ponte Rabbioso, a 860 m di quota.